# Brigham City
Brigham City är en stad, huvudort i Box Elder County, Utah, USA. Staden hade 17 899 invånare vid 2010 års folkräkning. 
Staden grundades av mormonpionjärer på 1850-talet. Ett fåtal mormoner bodde på platsen, kallad Box Elder, innan Jesu Kristi Kyrka av Sista Dagars Heligas ledare Brigham Young – efter vilken staden fått sitt namn – gav Lorenzo Snow i uppdrag att bygga upp en självförsörjande stad där. Young höll sitt sista offentliga framträdande i staden 1877, en kort tid före sin död. 
Under andra världskriget växte staden då Bushnell General Hospital för krigsskadade grundades 1942. Under 1950-talet etablerade sig Thiokol Chemical Corporation i staden.
Staden är också känd för sina persikor.
Brigham City är också titeln på en film från 2001, som dock utspelar sig i en fiktiv stad med samma namn.